# Grosuplje
Grosuplje là một khu tự quản (tiếng Slovenia: občine, số ít – občina) trong vùng Osrednjeslovenska của Slovenia. Grosuplje có diện tích 133.8 km2, dân số là theo điều tra ngày 31 tháng 3 năm 2002 là 15665 người. Thủ phủ khu tự quản Grosuplje đóng tại Grosuplje.